# Garatges de la Hispano Igualadina
Els Garatges de la Hispano Igualadina són una obra modernista del municipi d'Igualada (Anoia) protegida com a bé cultural d'interès local.

## Descripció
És un edifici d'estil modernista on el més interessant és la majòlica que trobem a la façana amb el nom de l'empresa "Hispano Igualadina". És important destacar el color de la façana en la qual l'arquitecte juga principalment amb el blanc de l'estucat del fons i el vermell del totxo amb una composició d'estructura força amanerada, i la cornisa de coronament que amaga la teulada a dues vessants.
Des de l'any 2017 són el local dels Moixiganguers d'Igualada.